# Foncine-le-Haut (station de sports d'hiver)
Foncine-le-Haut désigne la petite station de ski située sur le territoire de la commune française de Foncine-le-Haut, dans le département du Jura et la région Bourgogne-Franche-Comté.
Les domaines nordiques familiaux de la Haute Joux et de Foncine-le-Haut doivent leurs noms aux forêts de la Haute-Joux, et du Mont-Noir situées au cœur du Parc naturel régional du Haut-Jura.

## Domaine skiable
Le petit domaine skiable de ski alpin a été aménagé sur les pentes du Mont Noir (1 234 m), au nord-est du village au hameau Petit Pierre, sur le territoire de la Communauté de communes Champagnole Nozeroy Jura. 
Le domaine skiable est équipé de quatre canons à neige et d'un téléski desservant 3 pistes et 2 fils neige pour initiation des débutants et les enfants. Le téléski principal dessert une piste rouge et une piste bleue. 
Au-delà des activités de ski alpin et de ski de fond, 65 km de chemins ont été aménagés pour la pratique de la raquette à neige.
Le site est ouvert quotidiennement pendant les vacances scolaires, et le reste de la saison les mercredis, vendredis après-midi, samedis et dimanches.